# Miroljub Kostić
Miroljub Kostić (in serbo Мирољуб Костић?; Niš, 5 giugno 1988) è un ex calciatore serbo, di ruolo centrocampista.

## Carriera
Ha giocato nella massima serie dei campionati serbo, sloveno, bosniaco ed uzbeko.

## Palmarès

### Competizioni nazionali
- Coppa di Serbia: 1

Jagodina: 2012-2013